# Josef Wagner (Politiker, 1896)
Josef Wagner (* 13. April 1896 in Holztraubach; † 6. Dezember 1946 in Focșani) war ein bayerischer Politiker der KPD und antifaschistischer Widerstandskämpfer.

## Leben
Josef Wagner erlernte nach dem Abschluss der Volksschule den Beruf eines Maschinenbauers. Er war danach tätig im Werk Augsburg der Maschinenfabrik Augsburg-Nürnberg. Von 1914 bis 1918 nahm er als Soldat am Ersten Weltkrieg teil. 1919 wurde er Mitglied der USPD, mit deren Mehrheitsfraktion beteiligte er sich 1920 an der Vereinigung der USPD mit der KPD zur VKPD.
Im Januar 1924 wurde er verhaftet und durch das Reichsgericht wegen seiner Aktivitäten im Oktober 1923 verurteilt, 1925 erfolgte seine Freilassung aufgrund der Hindenburg-Amnestie. Danach war er erneut als Maschinenbauer in Augsburg tätig und wurde dort zum Betriebsrat gewählt.
1932 wurde er zum Mitglied des Bayerischen Landtags gewählt. Außerdem war er Mitglied des Stadtrats in Augsburg.
Ab Februar 1933 war er „illegal“ für die KPD tätig und leistete Widerstand gegen den Nationalsozialismus. Am 20. April 1933 wurde er von der Gestapo verhaftet. Vom Oberlandesgericht München wurde er zu zwei Jahren und drei Monaten Zuchthaus verurteilt. Nach der Zuchthaushaft wurde er 1935 in „Schutzhaft“ genommen und in das KZ Dachau deportiert und von dort 1939 in das KZ Flossenbürg verlegt. Die Zeit von 1940 bis 1944 verbrachte er im KZ Dachau.
1944 wurde er entlassen und zur SS-Sondereinheit Dirlewanger eingezogen. Es folgten Fronteinsätze in Polen und Rumänien. Am 15. Dezember 1944 gelang ihm die Flucht zur Roten Armee, wo er seine antifaschistische Aufklärungsarbeit fortsetzen konnte. Er wurde Leiter des antifaschistischen Klubs in einem Kriegsgefangenenlager in einem Karpaten-Dorf bei Focșani, wo er an den Folgen einer schweren Tbc-Erkrankung verstarb.